# Watertoren (Heerlen Oranje Nassaumijnen)
De Watertoren Oranje Nassaumijnen, ook wel Nieuwe Watertoren, is een watertoren gelegen nabij het Station Heerlen Woonboulevard in Heerlen. De toren werd in 1952 gebouwd op het terrein van de voormalige steenkolenmijn Oranje Nassau I en is sinds 2006 buiten bedrijf. De watertoren heeft een hoogte van 35 meter en een waterreservoir van 630 m³.